# Lohburg
Die Lohburg ist eine abgegangene hochmittelalterliche Niederungsburg nordwestlich des Ortsteils Lohe der Gemeinde Bakum im niedersächsischen Landkreis Vechta.

## Geschichte
Die Lohburg ging wahrscheinlich um die Mitte des 12. Jahrhunderts als Mitgift aus dem Besitz der Grafschaft Ravensberg an den Grafen von Dale. Als spätere Besitzer sind erst 1354 die Herren von Schagen urkundlich erwähnt. Dieses Geschlecht soll durch Raubzüge die Umgegend beunruhigt haben. Johann von Schagen war Fehdegenosse des Diederik von Dincklage. Im Zuge der Zerstörung der Burg Dinklage 1374 wurde im Folgejahr auch die Lohburg durch die vereinigten Truppen der Bistümer Münster und Osnabrück und der Grafschaft Oldenburg niedergelegt. Ihre Nachfolge traten Burg und Gut Lohe 600 m weiter südlich an, die nach 1400 errichtet wurden. 

## Beschreibung
Die Burg nahm ein fast rundes Areal von 26 m Durchmesser ein, das von einem ca. 8 m breiten Graben, einem Wall und einem weiteren Graben umgeben war. Aufgrund dieser Gestalt ist anzunehmen, dass es sich bei der Burg um eine Motte gehandelt hat. Nach Westen folgte eine etwa 30 × 30 m messende Vorburg, die wiederum mit einem ca. 8 m breiten Graben befestigt war. Im 19. Jahrhundert sollen dazu noch zwei weitere Hügel existiert haben, die mit dem Haupthügel durch eine Brücke verbunden waren. Der Zugang erfolgte über einen gewundenen Damm. 
Von der Burg sind oberflächlich keine Spuren mehr vorhanden, da 1980 das Gelände tiefgepflügt und die Burg damit komplett eingeebnet wurde. Aus dem 19. Jh. sind Berichte über Holzbauten auf dem Burghügel überliefert. Bei einer Notgrabung wurden aus dem ehemaligen Burggraben noch Keramikscherben des 13./14. Jahrhunderts und weitere Funde geborgen.